# Tonnoira pelliticornis
Tonnoira pelliticornis är en tvåvingeart som beskrevs av Günther Enderlein 1937. Tonnoira pelliticornis ingår i släktet Tonnoira och familjen fjärilsmyggor.
Artens utbredningsområde är Peru. Inga underarter finns listade i Catalogue of Life.